# J. Smith-Cameron
J. Smith-Cameron, all'anagrafe Jean Isabel Smith (Louisville, 7 settembre 1957), è un'attrice statunitense.

## Biografia
Nata nel 1957 in Kentucky, figlia dell'architetto Richard Sharpe Smith, è cresciuta a Greenville nella Carolina del Sud. Si fa conoscere con il nome J. Smith come studentessa presso la Florida State University, dove frequenta una scuola di teatro. Dopo gli studi aggiunge il cognome di sua nonna, Cameron, per distinguersi da un'altra attrice registrata come J. Smith all'Actors' Equity Association.
Debutta a Broadway nel 1982, sostituendo l'attrice Mia Dillon nella commedia teatrale Crimes of the Heart. Successivamente prende parte a numerose produzioni, come Lend Me a Tenor, Our Country's Good, Night Must Fall, After the Night and the Music e Il Tartufo di Molière.
Come attrice teatrale ha ottenuto diversi riconoscimenti, tra cui un Obie Award per la produzione off-Broadway As Bees in Honey Drown, per la quale ottiene anche una candidatura al Drama Desk Award. Negli anni seguenti ottiene una candidatura al Tony Award come miglior attrice nella commedia Our Country's Good.
Per il cinema ha lavorato in film come Calde notti d'estate, Jeffrey, La dea dell'amore, Sabrina e Conta su di me. Per la televisione invece ha preso parte a varie serie televisive tra cui la soap opera Sentieri e le serie Law & Order - I due volti della giustizia e gli  spin-off Law & Order: Criminal Intent e Law & Order - Unità vittime speciali, comparendo sette volte all'interno del franchise in ruoli diversi dal 1997 fino al 2011. Nel 2010 ha preso parte alla terza stagione della serie televisiva True Blood, dove ha interpretato il ruolo di Melinda Mickens, madre mutaforma di Sam Merlotte. Dal 2018 al 2023 è tra i protagonisti di Succession, nel ruolo di Gerri Kellman.

## Vita privata
Dal 2000 è sposata con il regista/drammaturgo Kenneth Lonergan. La coppia ha una figlia di nome Nellie.

## Filmografia

### Cinema
- 84 Charing Cross Road, regia di David Hugh Jones (1987)
- Calde notti d'estate (That Night), regia di Craig Bolotin (1992)
- Jeffrey, regia di Christopher Ashley (1995)
- La dea dell'amore (Mighty Aphrodite), regia di Woody Allen (1995)
- Sabrina, regia di Sydney Pollack (1995)
- Harriet, la spia (Harriet the Spy), regia di Bronwen Hughes (1996)
- Il club delle prime mogli (The First Wives Club), regia di Hugh Wilson (1996)
- Ritratto nella memoria (The Proprietor), regia di Ismail Merchant (1996)
- In & Out, regia di Frank Oz (1997)
- Carrie 2 - La furia (The Rage: Carrie 2), regia di Katt Shea (1999)
- Conta su di me (You Can Count on Me), regia di Kenneth Lonergan (2000)
- Margaret, regia di Kenneth Lonergan (2011)
- 40 carati (Man on a Ledge), regia di Asger Leth (2012)
- Christine, regia di Antonio Campos (2016)
- Nancy, regia di Christina Choe (2018)
- Vengeance regia di J.B Novak (2022)
- Tartarughe all'infinito (Turtles All the Way Down), regia di Hannah Marks (2024)

### Televisione
- Sentieri (The Guiding Light) - serial TV (1984-1985)
- Un giustiziere a New York (The Equalizer) - serie TV, 3 episodi (1985-1989)
- The Days and Nights of Molly Dodd - serie TV, 12 episodi (1990-1991)
- Una donna due amori (She Led Two Lives), regia di Bill Corcoran (1994) - film TV
- Spin City - serie TV, 1 episodio (1996)
- K Street - serie TV, 3 episodi (2003)
- Law & Order: Criminal Intent - serie TV, 2 episodi (2001-2007)
- Six Degrees - Sei gradi di separazione (Six Degrees) - serie TV, 2 episodi (2007)
- Law & Order - I due volti della giustizia (Law & Order) - serie TV, 4 episodi (1992-2009)
- True Blood – serie TV, 9 episodi (2010-2011)
- Law & Order - Unità vittime speciali (Law & Order: Special Victims Unit) – serie TV, episodio 13x08 (2011)
- The Big C – serie TV, 1 episodio (2010)
- Rectify – serie TV, 30 episodi (2013-2016)
- Succession – serie TV, 36 episodi (2018-2023)
- Fleishman a pezzi (Fleishman Is in Trouble) – miniserie TV, episodio 4 (2023)
- Hacks – serie TV, 3 episodi (2024)

## Riconoscimenti
- Golden Globe
  - 2024 – Candidatura per la miglior attrice non protagonista in una serie per Succession
- Premio Emmy
  - 2022 – Candidatura per la miglior attrice non protagonista in una serie drammatica per Succession
  - 2023 – Candidatura per la miglior attrice non protagonista in una serie drammatica per Succession
- Tony Award
  - 1991 – Candidatura per la miglior attrice non protagonista in un'opera teatrale per Our Country's Good

## Doppiatrici italiane
Nelle versioni in italiano delle opere in cui ha recitato, Mariette Hartley è stata doppiata da:
- Germana Pasquero in Law & Order: Criminal Intent (ep. 1x07), Nancy
- Silvia Tognoloni in 84 Charing Cross Road
- Carolina Zaccarini in Carrie 2 - la furia
- Roberta Greganti in True Blood
- Chiara Colizzi in Margaret
- Chiara Salerno in Rectify
- Tiziana Avarista in The Good Wife
- Emanuela Baroni in Succession
- Stefanella Marrama in Fleishman a pezzi